# Zoothera mollissima
Zoothera mollissima là một loài chim trong họ Turdidae.